# Cassim Langaigne
Cassim Langaigne es un exfutbolista granadino que jugaba en la posición de centrocampista.

## Carrera

### Club
Jugó toda su carrera con el Carib Hurricane FC de 2004 a 2020, con el que ganó cuatro campeonatos nacionales, además de tres títulos de copa.

### Selección nacional
Jugó para Granada de 2004 a 2016 donde anotó seis goles en 72 partidos debutando ante San Vicente y las Granadinas en un partido amistoso el 13 de noviembre de 2004 en Kingstown.
Actualmente posee el récord de más partidos con la selección nacional, además de formar parte de las selecciones que participaron en la Copa Oro de la Concacaf de 2009 y 2011 y en la Copa del Caribe de 2007, 2008, 2010 y 2012.

## Logros

### Club
- Liga de fútbol de Granada

2006, 20082015, 2017/18
- GFA Super Knockout Cup: 4

2011, 2014, 2017

### Selección
- Finalista de la Copa del Caribe de 2008